# Teen Punks in Heat
Teen Punks In Heat è l'undicesimo album studio del gruppo punk statunitense Screeching Weasel, pubblicato il 12 settembre 2000 da Lookout! Records. Poco dopo la pubblicazione dell'album la band suonò due live alla House of Blues di Chicago, i primi concerti da sette anni, per poi sciogliersi subito dopo.
L'album contiene I Will Always Do, cover dell'omonima traccia del gruppo pop punk italiano The Manges.

## Tracce
1. Bottom of the 9th – 0:55
2. Gotta Girlfriend – 1:33
3. Too Worked Up – 1:54
4. I'll Stop The Rain – 2:45
5. I Love You – 1:10
6. Molecule – 1:28
7. 21 Months – 1:38
8. The First Day Of Autumn – 1:38
9. Erection – 1:54
10. I Will Always Do – 3:09
11. You're The Enemy – 0:47
12. I Wanna Fuck – 1:02
13. Cat-Like – 0:44
14. Pauline – 0:58
15. Things Seem All Fucked Up Today – 1:20
16. Message In A Beer Bottle – 1:30
17. You're Sorry Now – 1:26
18. Don't Want It – 3:10
19. Six Percent – 2:10
20. The Edge Of The World – 5:06

## Formazione
- Ben Weasel - voce
- Jughead - chitarra
- Phillip Aaron Presley (Phillip Hill) - chitarra, voce d'accompagnamento
- Mass Giorgini - basso
- Dan Lumley - batteria